# Joseph Josy Lévy
Joseph Josy Lévy, né le 25 décembre 1944 à Casablanca (Maroc), est un anthropologue québécois. 

## Biographie
Il obtient une maitrise en anthropologie en 1969 et soutient une thèse de doctorat en anthropologie à l’université de Montréal en 1973. À l’université de Montréal, il travaille sous la direction de Gillian Sankoff, Pierre Beaucage et Jean Benoist. Puis, il réalise l’ensemble de sa carrière à l’université du Québec à Montréal, où il enseigne de 1973 à 2016.  Il a dirigé le département de sexologie de l’université du Québec à Montréal entre 1980 et 1981 et 1997-1999. Il a présidé le comité d’éthique de la recherche de l’UQÀM entre 2003 et 2011 et a participé aux travaux sur l’éthique de la recherche dans les comités du groupe consultatif interagences en éthique de la recherche CRSH, CRSNG, IRSC et du FQRSC.  

## Champs de recherche
Son domaine d’étude est l’anthropologie de la sexualité. Ses champs d’intérêt portent sur la culture et la sexualité, les conduites à risque et le sida, les médicaments et les antirétroviraux, l’éthique et la prévention. On lui doit notamment des travaux sur les dimensions culturelles associées à la prévention des MST et du sida.
Il aussi participé aux comités de rédaction des revues Frontières, Anthropologie et sociétés, Drogues Santé et Société ou encore Ethnographie. 
Avant de se tourner vers l'anthropologie de la sexualité, Joseph Lévy a réalisé une thèse de doctorat étudiant les transformations économiques et sociales dans un village des Antilles françaises à la suite de l'introduction de nouvelles politiques liées au processus de départementalisation des Antilles. L'ouvrage intitulé Un village du bout du monde. Modernisation et structures villageoises aux Antilles françaises est publié en 1976. 
Parmi les domaines pour lesquels Joseph Josy Lévy a travaillé, figurent aussi l'internet et ses usages (l'auteur a dirigé plusieurs ouvrages collectifs et un numéro de la revue Anthropologie et sociétés), ainsi que dans les années quatre-vingt l'étude des communautés culturelles au Québec, parmi lesquels les juifs-marocains.

## Publications
Lévy, J.J. (1976). Un village du bout du monde, Modernisation et structures villageoises aux Antilles Françaises. Montréal : Presses de l'Université de Montréal, 130 pages.
Lévy, J.J, Dupras, A. (1981) (sous la direction de). La sexualité au Québec. Perspectives
contemporaines. Montréal: Les Éditions IRIS.
Lévy, J.J., Cohen, H. (1985) (sous la direction de). Darwin après Darwin. Québec: P.U.Q.
Cohen, Y., Lévy, J.J., Berdugo, N. (1987). Juifs-Marocains à Montréal. Témoignages d'une immigration moderne. Montréal: Éditions VLB.
Lévy, J.J. et Cohen, Y. (1992). Itinéraires sépharades. Paris, Jacques Grancher Éditeur.
(Traduit en polonais).
Lévy, J.J., Nouss, A. (1994). Sida-fiction: essai d'anthropologie romanesque. Presses de
l'Université de Lyon.
Labelle, M. et Lévy, J.J. (1995). Ethnicité et enjeux sociaux. Le Québec vu par les leaders de groupes ethnoculturels. Montréal : Les Éditions Liber.
Lévy, J.J. et H. Cohen (1997) (sous la direction de). Le sida: enjeux psychosociaux, culturels et éthiques. Montréal : Éditions du Méridien.
Lévy, J.J. (2000). Entre les corps et les Dieux. Itinéraires anthropologiques. Entretiens avec
Jean Benoist. Montréal: Les Éditions Liber. Traduit en brésilien.
Lévy, J.J. (2002). Anthropologies latérales. Entretiens avec François Laplantine. Montréal:
Les Éditions Liber. Traduit en brésilien.
Lévy, J.J. (2003). Au bout de mon âge. Entretiens avec Hélène Reboul. Montréal: Les
Éditions Liber.
Lévy, J.J. (2004). Déclinaisons du corps. Entretiens avec David Le Breton. Montréal: Les
Éditions Liber.
Lévy, J.J. (2004). L’espace d’une génération. Entretiens avec Georges Anglade. Montréal:
Les Éditions Liber.
Lévy, J. Pierret et G. Trottier (sous la direction de) (2004), Les traitements antirétroviraux : expériences et défis. Sainte-Foy : Presses de l’Université du Québec.
Lévy, J.J. et Olazabal, I. (sous la direction de) (2006). L’événement en anthropologie. Concepts et terrains. Québec : Presses de l’université Laval.
Lévy, J.J.  et Dupras, A. (sous la direction de) (2008). Questions de sexualité au Québec. Montréal :Éditions Liber.
Lévy, J.J. et Lasserre É. (dir) (2011). Cyberespace et anthropologie : transmission des savoirs et des savoir-faire, Anthropologie et sociétés, Vol. 35, numéro 1-2.
Lévy, J.J., Dumas, J., Ryan, B. et Thoër, C. (sous la direction de ) (2011). Internet, Santé et minorités sexuelles.  Québec :Presses de l’université du Québec.
Thoër, C.  et Lévy, J.J. (sous la direction de) (2012). Internet et santé, Acteurs,  usages et appropriations,  Québec, Presses de l’Université du Québec.
Otis, J., Bernier, M.  et Lévy, J.J. (sous la direction de) (2015). La recherche communautaire VIH/sida. Des savoirs engagés, Québec, Presses de l’Université du Québec.

## Films
Cohen, Y. et Lévy, J.J. (2000). Les juifs marocains, entre tradition et modernité, Doxamedia,
Montréal.